# Billy Crudup
Billy Crudup, né William Gaither Crudup, est un acteur américain, né le 8 juillet 1968 à Manhasset (État de New York).

## Biographie
Billy Crudup est né à Manhasset, dans l'État de New York. Il est le petit-fils de Billy Gaither, un avocat connu en Floride. Pendant son enfance, ses parents divorcent, puis se remarient, avant de divorcer une seconde fois. Il est allé à l'université de la Caroline du Nord, où il obtient son diplôme, avant d'aller à Tisch School of the Arts, New York University pour son magistère en 1994.
Un an après, il commence à jouer à Broadway.

### Vie privée
Billy Crudup a une relation avec l'actrice Mary-Louise Parker de 1996 à 2003. Ils ont eu un fils, William Atticus (né le 7 janvier 2004). Billy Crudup quitte Mary-Louise Parker, alors enceinte, pour l'actrice Claire Danes, qu'il a rencontrée lorsqu'ils tournent ensemble dans le film Stage Beauty. Le couple se sépare fin 2007.
Depuis juillet 2017, il est en couple avec l'actrice Naomi Watts, rencontrée sur le tournage de la série télévisée Gypsy.

## Carrière
Billy Crudup commence sa carrière d'acteur dans les films Sleepers (1996) et Inventing the Abbotts (1997). Il enchaîne ensuite les rôles au cinéma avec les films tels que Without Limits, Le Fantôme de Sarah Williams, Presque célèbre ou encore World Traveler en 2001.
En 2003, il est à l'affiche de Big Fish de Tim Burton avec Ewan McGregor, Marion Cotillard, ou encore Helena Bonham Carter.
En 2005, il interprète le personnage principal de la pièce The Pillowman de Martin McDonagh avec Jeff Goldblum jouée à Broadway. Il retrouve également le réalisateur Bart Freundlich une deuxième fois dans le film Chassé-croisé à Manhattan.
En 2006, il joue dans Mission impossible 3 de J. J. Abrams, ainsi que le premier film en tant que réalisateur de Justin Theroux.
En 2009, il prête également ses traits et sa voix au Dr Manhattan dans Watchmen : Les Gardiens et campe J. Edgar Hoover dans le film Public Enemies de Michael Mann. L'année suivante il est présent dans le film Mange, prie, aime de Ryan Murphy.
En 2013, il retrouve pour la troisième fois Marion Cotillard dans Blood Ties de Guillaume Canet avec également Matthias Schoenaerts, Mila Kunis et Clive Owen.
En 2015, il incarne un avocat dans Spotlight et le Dr. Philip Zimbardo dans The Stanford Prison Experiment. Puis il joue aux côtés de Natalie Portman dans Jackie de Pablo Larraín.
En 2017, il fait ses débuts sur le petit écran dans la série de Netflix, Gypsy, créée par Lisa Rubin avec Naomi Watts, mais la production est arrêtée après une saison. Il est également présent dans les films, 20th Century Women de Mike Mills, Alien : Covenant de Ridley Scott et Justice League de Zack Snyder.
En 2019, il retrouve un rôle à la télévision avec The Morning Show et est présent dans Bernadette a disparu de Richard Linklater. Il retrouve également Bart Freundlich pour une troisième collaboration.
En 2023, il joue le rôle principal, celui de Jack Billings, dans la série rétrofuturiste Hello Tomorrow!.

## Filmographie

### Cinéma
- 1996 : Sleepers de Barry Levinson : Tommy Marcano
- 1996 : Tout le monde dit I love you (Everyone says I love you) de Woody Allen : Ken
- 1997 : Grind de Chris Kentis : Eddie Dolan
- 1997 : Les Années rebelles (Inventing the Abbotts) de Pat O'Connor : John Charles 'Jacey' Holt
- 1997 : Princesse Mononoké (Mononoke-hime) de Hayao Miyazaki : Ashitaka (voix)
- 1998 : Sans limites (Without Limits) de Robert Towne : Steve Prefontaine
- 1998 : La Loi du sang (Monument Ave.) de Ted Demme : Teddy
- 1998 : The Hi-Lo Country de Stephen Frears : Pete Calder
- 1999 : Jesus' Son d'Alison MacLean : FH
- 2000 : Presque célèbre (Almost Famous) de Cameron Crowe : Russell Hammond
- 2000 : Le Fantôme de Sarah Williams (Waking the Dead) de Keith Gordon : Fielding Pierce
- 2001 : World Traveler de Bart Freundlich : Cal
- 2001 : Charlotte Gray de Gillian Armstrong : Julien Levade
- 2003 : Big Fish de Tim Burton : Will Bloom
- 2004 : Stage Beauty de Richard Eyre : Ned Kynaston
- 2005 : Chassé-croisé à Manhattan (Trust the Man) de Bart Freundlich : Tobey
- 2006 : Mission impossible 3 de J. J. Abrams : John Musgrave
- 2006 : Dedication de Justin Theroux : Henry
- 2006 : Raisons d'État (The Good Shepherd) de Robert De Niro : Arch Cummings
- 2008 : Pretty Bird de Paul Schneider : Rick Honeycutt
- 2009 : Watchmen : Les Gardiens (Watchmen) de Zack Snyder : Dr Manhattan
- 2009 : Public Enemies de Michael Mann : J. Edgar Hoover
- 2010 : Mange, prie, aime (Eat Pray Love) de Ryan Murphy : Stephen
- 2011 : Thin Ice (The Convincer) de Jill Sprecher : Randy
- 2012 : Voisins du troisième type (The Watch) d'Akiva Schaffer : Le voisin (non crédité)
- 2013 : Blood Ties de Guillaume Canet : Frank Pierzynski
- 2014 : Rudderless de William H. Macy : Sam
- 2014 : Glass Chin de Noah Buschel : J.J. Cook
- 2014 : Une semaine ordinaire (The Longest Week) de Peter Glanz : Dylan Tate
- 2015 : Spotlight de Thomas McCarthy : Eric MacLeish (en)
- 2015 : The Prison Experiment - L'Expérience de Stanford de Kyle Patrick Alvarez : Dr. Philip Zimbardo
- 2016 : Jackie de Pablo Larraín : Theodore H. White
- 2016 : Youth in Oregon de Joel David Moore : Brian
- 2017 : 20th Century Women de Mike Mills : William
- 2017 : Alien : Covenant de Ridley Scott : Christopher Oram
- 2017 : 1 Mile to You de Leif Tilden : Le coach K
- 2017 : Justice League de Joss Whedon : Henry Allen
- 2019 : Bernadette a disparu (Where'd You Go, Bernadette) de Richard Linklater : Elgie Branch
- 2019 : Après le mariage (After the Wedding) de Bart Freundlich : Oscar Carlson
- 2021 : Zack Snyder's Justice League de Zack Snyder : Henry Allen (non crédité)
- 2021 : Die in a Gunfight de Collin Schiffli : narrateur
- 2021 : Donnybrook (court métrage) de William Atticus Parker : Victor Roberts

### Télévision

#### Téléfilm
- 2017 : Too Big to Fail : Débâcle à Wall Street de Curtis Hanson : Timothy Geithner

#### Séries télévisées
- 2017 : Gypsy : Michael Holloway
- 2019 : At Home with Amy Sedaris, saison 2, épisode 6 Halloween de Paul Dinello : Dr. Raddish
- depuis 2019 The Morning Show : Cory Ellison
- 2023 : Hello Tomorrow! : Jack Billings

## Voix francophones
En France, Billy Crudup est dans un premier temps doublé par Guillaume Orsat dans Sleepers, Damien Boisseau dans Without Limits et Jean-François Vlérick dans Jesus' Son (en).
Le doublant une première fois dans Le Fantôme de Sarah Williams, en 2000, Fabrice Josso devient la voix régulière de l'acteur. Il le retrouve successivement dans Mission impossible 3, Watchmen : Les Gardiens, Justice League, Alien: Covenant ou encore Hello Tomorrow!. En parallèle, Bruno Choël lui prête sa voix dans Charlotte Gray et Mange, prie, aime.
À titre exceptionnel, il est doublé par Boris Rehlinger dans Presque célèbre, Damien Ferrette dans Chassé-croisé à Manhattan, Jean-Pierre Michaël dans The Morning Show, Olivier Chauvel dans Die in a Gunfight (en) et Philippe Résimont dans Rudderless.
Au Québec, François Godin est la voix régulière de l'acteur, ainsi que Daniel Picard à cinq reprises.

## Distinction

### Récompenses
- National Board of Review Awards 1998 : Meilleur espoir masculin pour The Hi-Lo Country
- Festival du Film de Paris 2000 : Prix d'interprétation masculine pour Jesus' Son
- Berlinale 2007 : Ours d'argent collectif de la meilleure contribution artistique pour Raisons d'état
- Film Independent Spirit Awards 2016 : Prix Robert-Altman collectif pour Spotlight
- Screen Actors Guild Awards 2016 : Meilleure distribution pour Spotlight
- Emmy Awards 2020 : Meilleur acteur dans un second rôle dans une série dramatique pour The Morning Show
- Emmy Awards 2024 : Meilleur acteur dans un second rôle dans une série dramatique pour The Morning Show

### Nominations
- Film Independent Spirit Awards 2001 : Meilleur acteur pour Jesus' Son
- Screen Actors Guild Awards 2001 : Meilleure distribution pour Presque célèbre
- Satellite Awards 2002 : Meilleur acteur dans un second rôle pour Charlotte Gray
- Screen Actors Guild Awards 2020 : Meilleur acteur dans une série dramatique pour The Morning Show
- Golden Globes 2022 : Meilleur acteur dans un second rôle dans une série, une mini-série ou un téléfilm pour The Morning Show
- Screen Actors Guild Awards 2022 : Meilleur acteur et meilleure distribution dans une série dramatique pour The Morning Show
- Emmy Awards 2022 : Meilleur acteur dans un second rôle dans une série dramatique pour The Morning Show
- Golden Globes 2024 : Meilleur acteur dans un second rôle dans une série, une mini-série ou un téléfilm pour The Morning Show
- Screen Actors Guild Awards 2024 : Meilleur acteur et meilleure distribution dans une série dramatique pour The Morning Show